# Centaurea rechingeri
Centaurea rechingeri là một loài thực vật có hoa trong họ Cúc. Loài này được Phitos mô tả khoa học đầu tiên năm 1964.